# California Jam
California Jam (también conocido como Cal Jam) fue un festival de música rock que contó con las participaciones estelares de Deep Purple y Emerson, Lake & Palmer, en la ciudad de Ontario, California, el 6 de abril de 1974. Fue producido por ABC Entertainment, Sandy Feldman y Leonard Stogel. Actuaron en el festival otras bandas de renombre como Black Sabbath, Eagles y Earth, Wind & Fire.

## Grupos
- Rare Earth
- Earth, Wind & Fire
- Eagles
- Seals and Crofts
- Black Oak Arkansas
- Black Sabbath
- Deep Purple
- Emerson, Lake & Palmer

## Lanzamientos autorizados
- California Jamming, CD de Deep Purple con la presentación de la banda en el festival.
- Live in California 74, DVD de Deep Purple.
- Beyond the Beginning, DVD de Emerson, Lake & Palmer.

## Impacto cultural
Se realizó una secuela del concierto titulada California Jam II en marzo de 1978.